# Trichogatha
Trichogatha là một chi bướm đêm thuộc họ Noctuidae.